# Landy Wen
Landy Wen (chino simplificado: 温岚, chino tradicional: 温岚, pinyin: Wen Lan, Pe-oe-JI: Un Lam; nacida el 16 de julio de 1979). Es una cantante taiwanesa.
Miembro del grupo étnico Atayal, es una de las pocas aborígenes taiwaneses a convertirse en una estrella musical. 
En 2010, se le otorgó una propuesta para protagonizar en una serie de televisión basada en la novela de Bret Easton Ellis Golpe basado sobre el sueño americano, que se encontraba en Taipéi.

## Discografía
- Sixth Sense (第六感; 2000)
- A Little Wild (有點野; 2001)
- Blue Rain (藍色雨; 2002)
- The Wen Effect (溫式效應; 2004)
- Love Comes Back + New Songs (愛回溫; 2005) - a compilation/best-of
- Hot Wave (2007)
- Dancing Queen (2009)